# Diegodendron humbertii
Diegodendron humbertii là một loài thực vật có hoa dạng cây thân gỗ nhỏ (hay cây bụi) lá thường xanh. Chúng là loài duy nhất trong chi và cũng là duy nhất trong họ Diegodendraceae. Loài này có mặt tại khu vực Madagascar.
Lá hình mũi mác, mọc so le, có mùi thơm tựa như long não khi ép. Mép lá nhẵn. Bao hoa với đài và tràng hoa riêng biệt (5-6), mọc thành 1 vòng. Hoa lưỡng tính. Bộ nhị nhiều, bao phấn hình trứng thuôn dài. Bộ nhụy 1-4 lá noãn, dạng quả tụ.
Chi Diegodendron trước đây được đưa vào họ Ochnaceae (Cronquist, 1981), nhưng sau đó bị Amaral loại ra năm 1991. Họ Diegodendraceae đã được Takhtadjan đặt vào bộ Malvales năm 1997. Theo các dữ liệu phân tử (Fay và ctv. 1998), chi Diegodendron là tương tự như chi Điều nhuộm (Bixa) ở nhiều điểm, và sự vắng mặt của giải phẫu lớp vỏ hạt đặc biệt bất kỳ trong chi Diegodendron có lẽ là do quả của nó là không nứt nẻ. Chi Diegodendron dường như có một số đặc trưng hình thái khác với cả hai nhóm Bixa và Cochlospermum (Kubitzki & Chase 2002), tuy nhiên cả ba đều có nhiều điểm chung. Họ Cochlospermaceae và họ này có thể xếp lại vào trong họ Bixaceae nghĩa rộng (sensu lato) và điều này dường như là hợp lý. Trên website của APG, truy cập ngày 6 tháng 10 năm 2007 thì họ Diegodendraceae và họ Cochlospermaceae chỉ được coi là một thành phần nằm trong họ Bixaceae.